# Torchlight
Torchlight is een computerspel ontwikkeld door Runic Games en uitgegeven in Europa door JoWood voor Windows. Het actierollenspel (ARPG) verscheen als downloadversie op 27 oktober 2009 en als winkelversie op 5 januari 2010. Het spel is geporteerd naar OS X, Xbox 360 en Linux.

## Plot
Het fantasiespel speelt zich af in het dorp Torchlight en de nabijgelegen grotten en kerkers. De speler moet de omgeving verkennen, waardevolle buit zien te verzamelen, en ondertussen hordes monsters verslaan.

## Spel
De speler bestuurt een held die een serie willekeurig gegenereerde kerkers moet verkennen. Het dorp dient daarbij als centrale plaats om betere wapens te kopen en nieuwe opdrachten te krijgen. In de kerkers komt de speler uiteindelijk een eindbaas tegen die verslagen moet worden om verder te gaan met het verhaal.
De speler kan voor zijn of haar personage kiezen uit drie klassen:
- Destroyer, een krijger die gespecialiseerd is in gevechten
- Alchemist, een personage dat beschikt over krachtige magie
- Vanquisher, een stadsbewaker die vijanden op afstand kan verslaan en vallen kan leggen

De speler doet met gevechten ervaringspunten op, die toegewezen kunnen worden aan bepaalde eigenschappen van het personage, de zogenaamde skill tree of ervaringsboom.

## Ontvangst
| Recensiescore       | Recensiescore       |
| Recensieverzamelaar | Score               |
| ------------------- | ------------------- |
| Metacritic          | 83% (PC) 81% (X360) |
| Publicist           | Score               |
| 1UP.com             | A                   |
| Eurogamer           | 8                   |
| Game Informer       | 8,75                |
| GameSpot            | 8                   |
| IGN                 | 8,6                 |

Torchlight ontving positieve recensies. Men prees de muziek, het grafische ontwerp en de verslavende gevechten. Kritiek was er op het oppervlakkige verhaal en het ontbreken van multiplayer. In recensies werd het spel vergeleken met Diablo.
In 2015 werd bekendgemaakt dat het spel ruim twee miljoen keer is verkocht.
Op aggregatiewebsite Metacritic heeft het spel verzamelde scores van 83% (PC) en 81% (X360).

## Trivia
- Het spel is opgenomen in het boek 1001 Video Games You Must Play Before You Die van Tony Mott.